# Rozoy-le-Vieil
Rozoy-le-Vieil é uma comuna francesa na região administrativa do Centro, no departamento Loiret. Estende-se por uma área de 8,1 km². Em 2010 a comuna tinha 419 habitantes (densidade: 51,7 hab./km²).